# NGC 648
NGC 648 è una lontana galassia lenticolare situata nella costellazione della Balena, a una distanza di circa 498 milioni di anni luce dalla nostra Via Lattea.

## Scoperta
NGC 648 è stata scoperta nel 1886 dall'astronomo statunitense Francis Leavenworth.